# Canaan (Maine)
Canaan és una població dels Estats Units a l'estat de Maine (EUA). Segons el cens del 2000 tenia 2.017 habitants.

## Demografia
Segons el cens del 2000, Canaan tenia 2.017 habitants, 777 habitatges, i 570 famílies. La densitat de població era de 18,9 habitants per km².
Dels 777 habitatges en un 36,4% hi vivien nens de menys de 18 anys, en un 56,1% hi vivien parelles casades, en un 9,9% dones solteres, i en un 26,6% no eren unitats familiars. En el 19,4% dels habitatges hi vivien persones soles el 4,5% de les quals corresponia a persones de 65 anys o més que vivien soles. El nombre mitjà de persones vivint en cada habitatge era de 2,6 i el nombre mitjà de persones que vivien en cada família era de 2,92.
Per edats la població es repartia de la següent manera: un 26,7% tenia menys de 18 anys, un 7,2% entre 18 i 24, un 31,1% entre 25 i 44, un 26,5% de 45 a 60 i un 8,5% 65 anys o més.
L'edat mediana era de 36 anys. Per cada 100 dones de 18 o més anys hi havia 97,6 homes.
La renda mediana per habitatge era de 29.397 $ i la renda mediana per família de 31.818 $. Els homes tenien una renda mediana de 27.000 $ mentre que les dones 19.018 $. La renda per capita de la població era de 13.870 $. Entorn del 16,4% de les famílies i el 17,9% de la població estaven per davall del llindar de pobresa.